# Cercles megalítics de Senegàmbia
Els Cercles megalítics de Senegàmbia són cercles d'antigues pedres volcàniques o concrecions laterítiques bastant fàcils de treballar. Aquests cercles estan a la frontera del Senegal i Gàmbia a (Senegàmbia) i daten d'entre el segle iii i el XVI.
El lloc està inscrit a la llista del Patrimoni Mundial de la Humanitat de la UNESCO des del 2006.